# 史不斉エポキシ化
史不斉エポキシ化（シーふせいエポキシか、英: Shi asymmetric epoxidation）とは有機不斉反応のひとつで、過硫酸カリウムをYian Shi（史一安）らによって開発された不斉触媒（下式 1）とともに用いて、プロキラルなオレフィンを面選択的にエポキシ化する手法のこと。中国の化学者、史一安による最初の報告は 1997年であった。触媒 1 はフルクトースから2段階で合成される。また、酸化剤はもっぱら過硫酸カリウムを含む複塩のオキソンが用いられる。
この手法によれば、トランス二置換オレフィン、または三置換オレフィンから高い面選択性でエポキシドを得ることができる。
シス二置換オレフィンや末端一置換オレフィンも、類似のフルクトース誘導体（1 の右上の環が環状カルバメートになったもの）を触媒として選択的にエポキシ化できるという報告がある。
これらの反応の活性種は触媒のカルボニル基が酸化を受けて生じるジオキシラン（参考: ジメチルジオキシラン）である。また、塩基性条件で行われるのはバイヤー・ビリガー酸化による触媒の分解を避けるためである。